# International Society for Computational Biology
La International Society for Computational Biology, en català Societat Internacional per la Biologia Computacional, coneguda per les seves sigles en anglès ISCB, és una societat científica formada per investigadors en biologia computacional i bioinformàtica. La societat va ser fundada el 1997 per proporcionar una estabilitat financera a la conferència Intelligent Systems for Molecular Biology i posteriorment ha crescut fins esdevenir una societat més gran que treballa per avançar cap a la comprensió de sistemes de vida a través de la computació i per comunicar avenços científics a tot el món.
A més de l'ISMB, la societat també organitza un número creixent de conferències menors, i atorga diversos premis científics anuals, incloent el Premi Overton (Overton Prize). La seva presidenta és Christine Orengo.